# Tango: Zero Hour
Tango: Zero Hour (Nuevo Tango: Hora Zero – hiszp.) – album muzyczny argentyńskiego muzyka, wirtuoza bandoneonu Astora Piazzolli. 

## O płycie
Wszystkie utwory zarejestrowane na płycie skomponowane zostały przez Astora Piazzollę (również aranżacja jest jego autorstwa).
Album został nagrany w maju 1986 w Sound Ideas Studio w Nowym Jorku, wydany we wrześniu 1986 przez wytwórnię American Clavé; wznowiony w 1988 przez Pangaea Records.
Tango: Zero Hour zostało uznane przez samego Piazzollę za najlepszą płytę, jaką nagrał. Magazyn Rolling Stone (omawiając reedycję) napisał, iż twórczość muzyka – to kombinacja: form stosowanych we współczesnej muzyce poważnej, improwizacji charakterystycznej dla jazzu i dynamiki, jaka cechuje rock'n'rolla.

## Muzycy
The New Tango Quintet:
- Astor Piazzolla – bandoneon
- Hector Console – kontrabas
- Horacio Malvicino Sr. (senior) – gitara
- Fernando Suarez Paz – skrzypce
- Pablo Ziegler – fortepian

## Lista utworów
Strona A
| 1. | "Tanguedia III"           | 4:39  |
|    |                           |       |
| 2. | "Milonga del ángel"       | 6:31  |
|    |                           |       |
| 3. | "Concierto para quinteto" | 9:06  |
|    |                           |       |
| 4. | "Milonga loca"            | 3:09  |
|    |                           |       |
|    |                           | 23:25 |
|    |                           |       |
Strona B
| 1. | "Michelangelo '70" | 2:52  |
|    |                    |       |
| 2. | "Contrabajíssimo"  | 10:19 |
|    |                    |       |
| 3. | "Mumuki"           | 9:33  |
|    |                    |       |
|    |                    | 22:44 |
|    |                    |       |

## Informacje uzupełniające
- Producent, inżynier dźwięku – Kip Hanrahan
- Inżynier dźwięku, miksowanie – Jon Fausty
- Producent wykonawczy – Scott Marcus
- Współpraca producencka – Nancy Hanrahan
- Mastering – Greg Calbi
- Projekt okładki – John Gall
- Zdjęcia – Charles Reilly
- Łączny czas nagrań – 46:07